# Эндомикроскопия
Эндомикроскопия (оптическая биопсия)— метод получения гистологического изображения тканей и внутренних органов человека в режиме реального времени. Как правило, метод основан на  конфокальной флуоресцентной микроскопии. Но также под эндоскопию могут быть адаптированы мультифотонная микроскопия и оптическая когерентная томография. Имеющиеся в продаже клинические эндомикроскопы могут иметь разрешение порядка 1 мкм и поле зрения в несколько сотен мкм, кроме того, они совместимы с флюорофором, который возбуждается лазером с длиной волны 488 нм. Основными сферами применения метода в настоящее время являются  изображение желудочно-кишечного тракта, в частности, для диагностирования и описания характера синдрома Барретта, кисты поджелудочной железы и колоректальных поражений.

## Механизм
Обычные микроскопы с широким полем зрения, как правило, не пригодны для показа плотной ткани, поскольку изображения получаются размытыми и несфокусированными. Эндомикроскопы позволяют добиться оптического секционирования (смещения фоновой интенсивности) с помощью  конфокального принципа - каждый кадр изображения собран в точечную моду путём быстрого сканирования лазерного пятна на ткани. В настольных конфокальных микроскопах сканирование обычно выполняется громоздкими гальванометрами или зеркалами резонансного сканера. Эндомикроскопы имеют либо миниатюрную сканирующую головку на дистальном конце зонда, либо выполняют сканирование вне пациента используя оптические волокна, по которым передаётся растровое изображение ткани.

### Эндомикроскопы с волоконной оптикой
Первоначально оптические волокна использовались в гибких эндоскопах, после чего они нашли применение в эндомикроскопах. Они состоят из огромного количества (до десятков тысяч)  световодов, покрытых общей гибкой оболочкой, и имеют диаметр порядка миллиметра.
В когерентной оптической системе световоды расположены вдоль волокна, в связи с чем изображение проецируется от одного конца волокна на другой без скремблирования. Следовательно, если один конец волокна поместить в фокус настольного конфокального микроскопа, то волокно будет служить гибким удлинителем. Это позволит проводить эндоскопическую операцию. Поскольку только световоды, а не оболочка, передают свет, обработка изображения должна быть направлена на устранение сотообразного вида картинки. Каждый световод, по существу, функционирует как пиксель изображения, и поэтому максимальное разрешение ограничено расстоянием между ними. Использование микрооптики на дистальном конце волокна способствует повысить разрешающую способность изображения, но снижает поле зрения.

### Видеоэндомикроскопы
Видеоэндомикроскопы содержат миниатюрный 2D-сканер на конце зонда. Возбуждение лазера сканирующей головки и приём от неё флуоресцентного излучения осуществляются посредством оптического волокна. Большинство экспериментальных приборов либо оснащены МЭМС сканерами, либо основаны на прямой волоконной передаче с использованием электромагнитного возбуждения.

### Неконфокальные эндомикроскопы
Широкополосные эндомикроскопы (микроскопы с неглубоким секционированием) были разработаны для особых методик, включающих визуализацию клеток экс виво. Оптическая когерентная томография и мультифотонная микроскопия были представлены эндоскопически. Успешную реализацию имеют скорее видеоэндомикроскопы, нежели эндомикроскопы с волоконной оптикой, что связано с проблемой дисперсии и потери света.